# Dapagliflozina
La dapagliflozina es un medicamento perteneciente a la familia de las gliflozinas que se emplea para el tratamiento de la diabetes mellitus. Fue aprobado por la FDA el 8 de enero de 2014, con la indicación de control de la hiperglucemia en pacientes diabéticos tipo 2. Pertenece a un nuevo grupo de fármacos denominado inhibidores del cotransportador sodio-glucosa tipo 2.  Su acción se basa en inhibir la reabsorción de glucosa en los túbulos proximales del riñón, ocasionando por lo tanto perdida de glucosa por la orina (glucosuria).  Se administra por vía oral y puede provocar efectos secundarios, entre ellos infección de orina, micosis genital, aumento de la diuresis que puede causar en raras ocasiones deshidratación, también deterioro de la función renal, por lo que no se recomienda en caso de insuficiencia renal. Sin embargo, el medicamento no provoca hipoglucemia (bajadas excesivas de glucosa) y tiende a inducir pérdida de peso, lo cual es beneficioso si la diabetes se asocia a sobrepeso u obesidad.

## Mecanismo de acción
La dapagliflozina actúa bloqueando la acción del cotransportador sodio-glucosa tipo 2 o SGLT. EL SGLT es una proteína que actúa como transportador y permite la absorción de la glucosa que se encuentra en la orina para derivarla a la corriente sanguínea. La dapagliflozina, bloquea este transportador y por lo tanto la glucosa se elimina a través de la orina.